# National Rugby League 1938
La New South Wales Rugby Football League de 1938 fue la 31.ª edición del torneo de rugby league más importante de Australia.

## Formato
Los clubes se enfrentaron en una fase regular de todos contra todos, los cuatro equipos mejor ubicados al terminar esta fase clasificaron a la postemporada.
Se otorgaron 2 puntos por el triunfo, 1 por el empate y ninguno por la derrota.

## Desarrollo

### Tabla de posiciones
| Pos. | Equipo                        | Encuentros | Encuentros | Encuentros | Encuentros | Tantos | Tantos | Tantos | Puntos |
| Pos. | Equipo                        | PJ         | PG         | PE         | PP         | F      | C      | Dif    | Puntos |
| ---- | ----------------------------- | ---------- | ---------- | ---------- | ---------- | ------ | ------ | ------ | ------ |
| 1    | Canterbury-Bankstown Bulldogs | 14         | 12         | 2          | 1          | 276    | 135    | +141   | 26     |
| 2    | South Sydney Rabbitohs        | 14         | 9          | 1          | 4          | 254    | 245    | +109   | 19     |
| 3    | Balmain Tigers                | 14         | 7          | 1          | 6          | 238    | 176    | +62    | 15     |
| 4    | Eastern Suburbs               | 14         | 6          | 3          | 5          | 228    | 203    | +25    | 15     |
| 5    | North Sydney Bears            | 14         | 6          | 0          | 8          | 163    | 220    | -57    | 12     |
| 6    | Newtown Jets                  | 14         | 5          | 1          | 8          | 174    | 228    | -54    | 11     |
| 7    | Western Suburbs Magpies       | 14         | 4          | 1          | 9          | 155    | 265    | -110   | 9      |
| 8    | St. George Dragons            | 14         | 3          | 1          | 10         | 159    | 275    | -116   | 7      |

|  | Postemporada. |

### Postemporada

#### Semifinales
| 20 de agosto | Canterbury-Bankstown Bulldogs | 31 - 24 | Balmain Tigers |  |  |

| 27 de agosto | Eastern Suburbs | 19 - 10 | South Sydney Rabbitohs |  |  |

#### Final
| 3 de septiembre | Canterbury-Bankstown Bulldogs | 19 - 6 | Eastern Suburbs | Sydney Cricket Ground, Sídney   |  |
|                 |                               |        |                 | Asistencia: 20.287 espectadores |  |

| Bandera de Australia                  |
| Campeón Canterbury-Bankstown Bulldogs |
| Primer título                         |